# Ceuthauxus galeanae
Ceuthauxus galeanae är en mångfotingart som först beskrevs av Chamberlin 1943.  Ceuthauxus galeanae ingår i släktet Ceuthauxus och familjen Rhachodesmidae. Inga underarter finns listade i Catalogue of Life.